# Will He
Will He è un singolo del cantante giapponese Joji, primo estratto dal primo EP In Tongues e pubblicato il 17 ottobre 2017.

## Promozione
Prima traccia dell'album, venne originariamente eseguita, anche se parzialmente, durante la prima esibizione dal vivo di Joji al Boiler Room a Los Angeles nel maggio del 2017. Il giorno del rilascio il cantante annuncia la pubblicazione del suo primo EP In Tongues, disponibile per il preordine il giorno stesso.
Il brano arriva rapidamente in cima alla classifica "Viral" globale di Spotify e vi è rimasto fino all'uscita dell'EP il 3 novembre 2017.

Il 14 febbraio dell'anno successivo vengono rilasciate, all'interno della versione deluxe di In Tongues, due remix del brano realizzate rispettivamente da Medasin e Ryan Hemsworth.

## La canzone
Secondo quanto descritto da George, la canzone è una ballata ispirata dalla perdita di qualcuno.
Il brano è stato inserito nella colonna sonora della serie Animal Kingdom nella sequenza finale dell'episodio 10 della terza stagione; episodio trasmesso in prima visione sul network americano TNT il 31 luglio 2018.

## Video musicale
Il videoclip, diretto da Matthew Dillon Cohen, viene pubblicato il giorno del rilascio del singolo nel canale della 88rising.